# 新维滕贝克
新维滕贝克（德語：Neuwittenbek）是德国石勒苏益格－荷尔斯泰因州的一个市镇。总面积13.12平方公里，总人口1220人，其中男性626人，女性594人（2011年12月31日），人口密度93人/平方公里。